# Kinta Beevor
Carinthia „Kinta“ Jane Beevor, geborene Waterfield (* 22. Dezember 1911 in Northbourne, Kent; † 29. August 1995 in Canterbury), war eine englische Autorin.

## Leben
Kinta Beevors Vater war der Maler Aubrey Waterfield, ihre Mutter die Historikerin und Observer-Journalistin Caroline Lucie Isabella Jane Duff Gordon, genannt Lina Duff Gordon (1874–1964). Mit den Eltern zog sie als Kind in die Toskana, wo die Eltern 1920 in Aulla die Fortezza della Brunella bezogen und dann in den späten 1920er Jahren die Villa di Poggio Gherardo in Florenz. Von 1933 bis 1956 war sie mit John Grosvenor Beevor verheiratet. Mit ihm hatte sie drei Söhne, darunter der Historiker Antony Beevor.
Ihr autobiographisches Buch Der Garten im Himmel – Eine Kindheit in der Toskana (1993) wurde ein Bestseller und in mehrere Sprachen übersetzt.